# پل طبقاتی کشن
مجموع پل‌های شهدای کشن یکی از پل‌های سه سطحی شهر شیراز نزدیک محله کشن است که این پل به عنوان یک پل ۵ عرشه جز یکی از بزرگ‌ترین مجموع پل‌های جنوب کشور است. این پل چهار منطقه مهم شهر را یعنی کمربندی، بزرگراه رحمت، بلوار شهید مطهری و بلوار امیرکبیر را به یک دیگر متصل می‌کند
این پل در ۲۲ بهمن ۱۳۹۷ با حضور اسحاق جهانگیری (معاون اول رئیس‌جمهور) و مسئولان استانی و شهری به بهره‌برداری رسید
در تاریخ ۱۱ فروردین ۱۴۰۰ نور پردازی این پل با حضور مسئولان افتتاح شد .این پل جزو یکی از زیباترین پل های جنوب کشور به حساب می آید.
در حال حاضر پیاده رویی در کنار باغ جنت در حال احداث است که دارای  آبنما و مبلمان شهری است ،جلوه ظاهری این  پل را دو چندان میکند.